# Богуші (Городищенська сільська рада)
Богуші (біл. Багушы) — село в Білорусі, у Барановицькому районі Берестейської області. Орган місцевого самоврядування — Городищенська сільська рада.

## Населення
За переписом населення Білорусі 2009 року чисельність населення села становило 37 осіб.